# إيل يوردي
إيل يوردي هي قرية في مقاطعة كليبر، إيران. عدد سكان هذه القرية هو 108 في سنة 2006.